# Tillay-le-Péneux
Tillay-le-Péneux település Franciaországban, Eure-et-Loir megyében. Lakosainak száma 313 fő (2022. január 1.). Tillay-le-Péneux Baigneaux, Bazoches-les-Hautes, Loigny-la-Bataille, Lumeau, Janville-en-Beauce, Éole-en-Beauce, Fontenay-sur-Conie és Orgères-en-Beauce községekkel határos.

## Népesség
A település népessége az elmúlt években az alábbi módon változott:
| Lakosok száma | 447  | 241  | 220  | 342  | 333  | 328  | 324  | 312  | 307  | 313  |
|               | 1968 | 1982 | 1990 | 2006 | 2013 | 2015 | 2017 | 2019 | 2020 | 2022 |